# Knut Hamsun

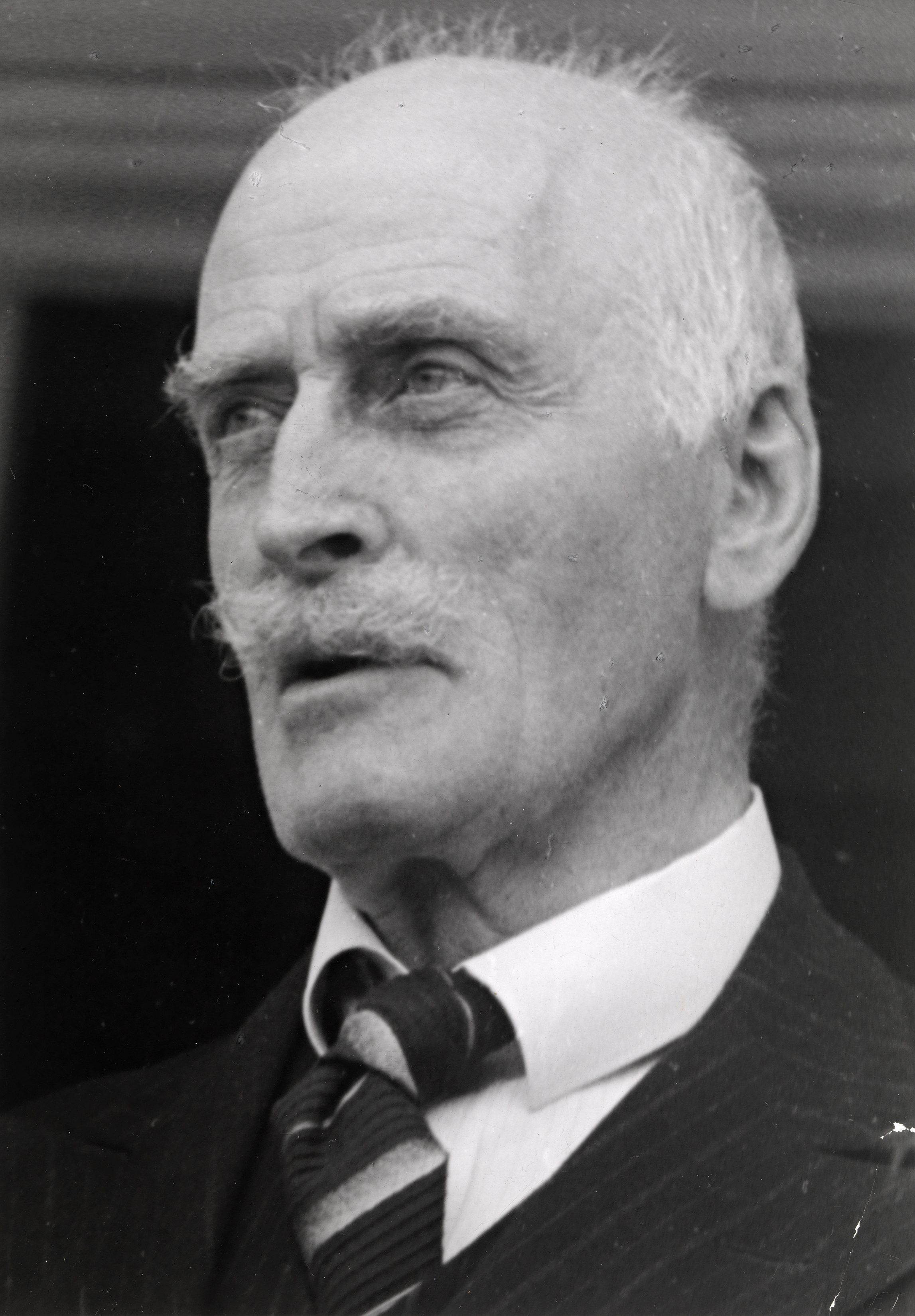
Knut Hamsun, 1939

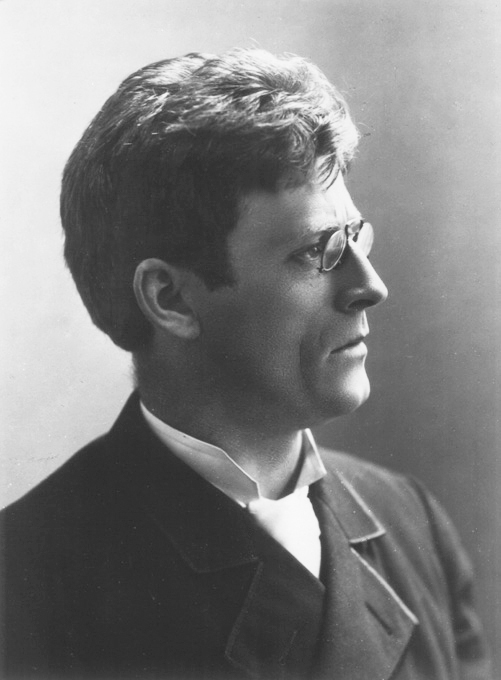
Knut Hamsun, 1890

Knut Hamsun (gebürtig Knud Pedersen, * 4. August 1859 in Garmo/Garmostrædet bei Lom oder in Vågå, Fylke Oppland, Norwegen; † 19. Februar 1952 in Nørholm bei Grimstad) war einer der bedeutendsten norwegischen Schriftsteller des frühen 20. Jahrhunderts und Hauptvertreter der modernen Literatur vom Übergang der Spätromantik und dem Naturalismus zur Klassischen Moderne.
Der Sohn eines Dorfschneiders wuchs bei seinem Onkel auf und erfuhr dort eine bibelnahe religiöse Bildung. Lebenspraktische Kenntnisse erwarb sich der Autodidakt bei unterschiedlichsten beruflichen Tätigkeiten, auf weiten Wanderungen durch Norwegen und später während längerer Aufenthalte in den Vereinigten Staaten von Amerika. In Norwegen waren bereits erste autobiografische Texte erschienen; die Änderung seines Namens förderte seine Popularität. 1890 erschien sein Roman Hunger, der ihn als Vertreter der Moderne in Norwegen bekannt machen sollte. 1892 wurde mit Mysterien der zweite große Roman des Autors veröffentlicht. Es folgten populäre Romane wie Pan und Victoria. 1920 erhielt er den Literaturnobelpreis für sein Werk Segen der Erde, das 1917 als Markens Grøde in Norwegen erschienen war.
Hamsuns Ruhm als Schriftsteller wird überschattet von seinem aktiven Eintreten für den Nationalsozialismus. Unter anderem schrieb er noch 1945 einen distanzlosen Nachruf auf Adolf Hitler, in dem er den toten Diktator und Massenmörder als "reformatorische Persönlichkeit" würdigte. Nach dem Zweiten Weltkrieg wurde er zeitweilig zwangsweise untergebracht, enteignet und zu einer hohen Geldstrafe wegen Kollaboration mit den deutschen Besatzern verurteilt. Diese Erlebnisse verarbeitete er literarisch in dem Buch "Überwachsene Pfade". Die Todesstrafe blieb ihm erspart.

## Leben

### Kindheit und Jugend

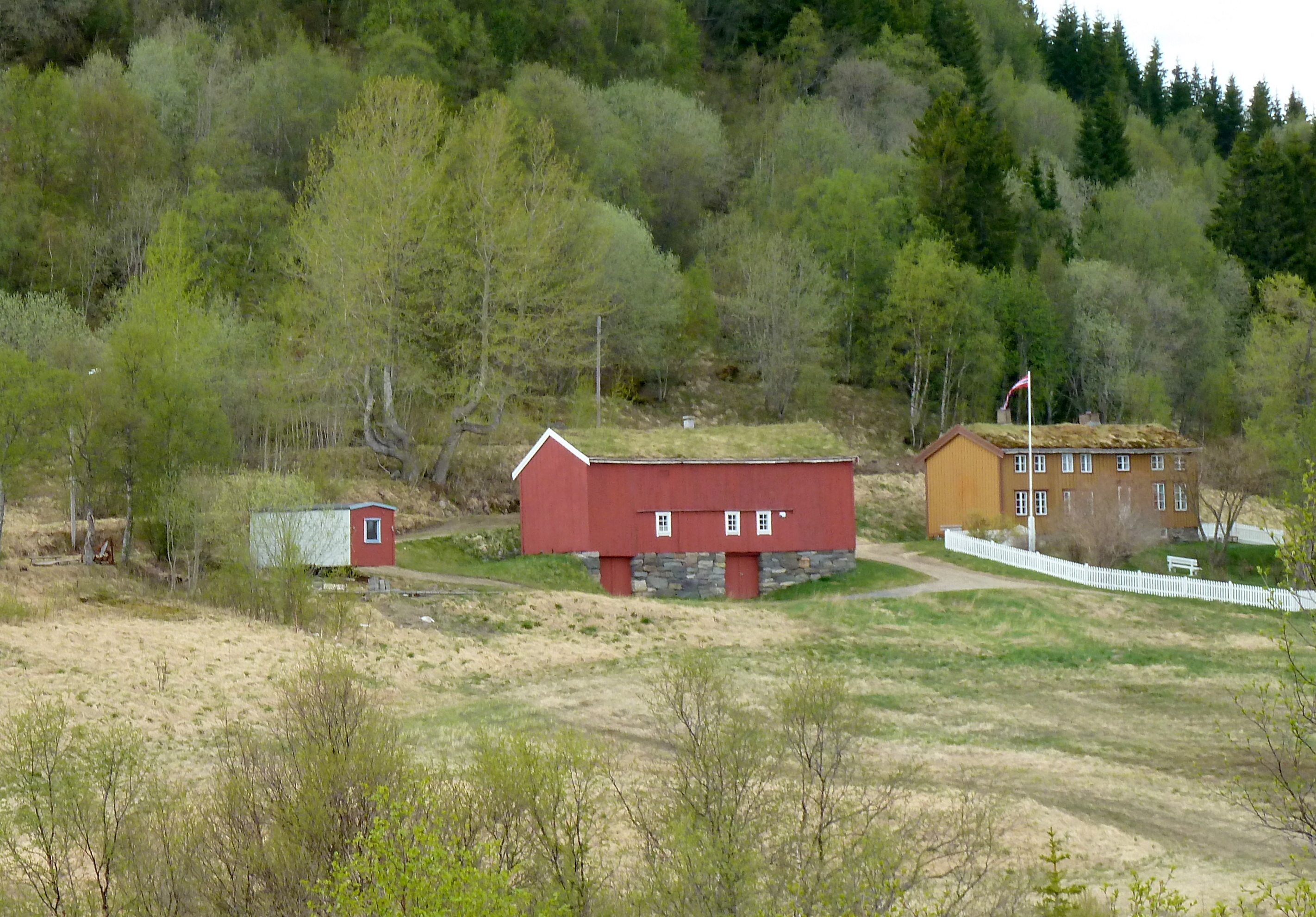
Der Hamsund gård, auf dem Knut Hamsun seine frühe Kindheit erlebte

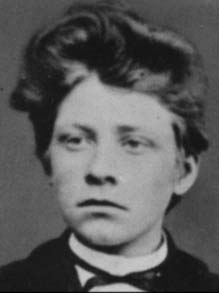
Knut Hamsun 1871

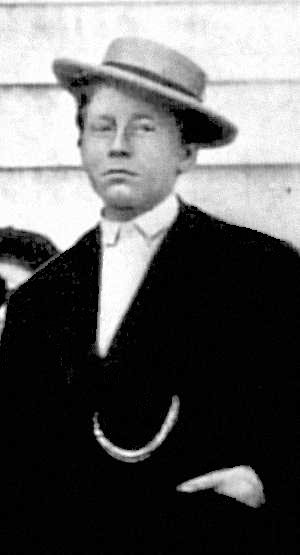
Knut Hamsun 1874

Knut Hamsun wurde 1859 als viertes von sieben Kindern der Kleinbauern Peder Pedersen und Tora Olsdatter geboren und drei Wochen nach seiner Geburt in der Stabkirche von Garmo auf den Namen Knud Pedersen getauft. Sein Vater war zusätzlich als Dorfschneider tätig.
1863 zog die Familie nach Hamarøy in Nordland um und kaufte dort den kleinen Hof Hamsund. Die in vielerlei Hinsicht rückständige, fast feudale Gesellschaft mit ihren patriarchalischen Beziehungen zwischen Herren und Untergebenen hat wohl Hamsuns konservative Grundeinstellung mit bedingt.
Als Neunjähriger kam er für mehrere Jahre zu seinem Onkel Hans Ohlsen in Presteid, bei dem die Eltern verschuldet waren, und hatte dort Hilfsdienste im Pfarrhof zu leisten und aus dem Bibelboten vorzulesen. Rückblickend bezeichnete er diese Zeit später als Martyrium. Nach seiner Konfirmation war er bei dem Kaufmann Walsøe in Tranøy als Ladengehilfe beschäftigt und kritzelte dort seine ersten Verse auf die Türrahmen des Ladens.
1875, mit sechzehn Jahren, begab sich Hamsun auf Wanderschaft durch Norwegen, um das Land kennenzulernen. Er arbeitete als Hafenarbeiter, fahrender Händler und Gemeindeschreiber.

### Name
Als Autor nannte sich Hamsun zunächst Knut Pedersen, 1878 fügte er den Hofnamen hinzu: Knut Pedersen Hamsund. Es wurde damals unter Gebildeten und Auswanderern üblich, außer oder statt des Vatersnamens einen Familiennamen zu verwenden, der dem Namen des Besitztums entsprach. 1879 verwendete er den nordischer klingenden Namen Knut Pederson. In einem Essay von 1885 tauchte erstmals – angeblich durch einen Druckfehler – der Name Hamsun auf, den er fortan beibehielt. Pflicht wurde ein Familienname in Norwegen erst 1923.

### Frühe literarische Entwicklung

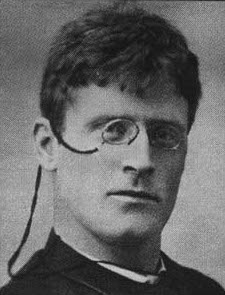
Knut Hamsun, 1890

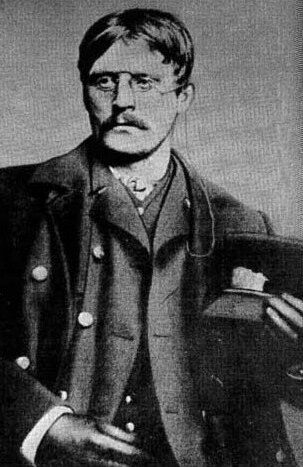
Knut Hamsun als Straßenbahnschaffner in Chicago, 1884

Seine ersten literarischen Versuche unternahm Hamsun 1877 mit dem Werk Den Gaadefulde (Der Rätselhafte) und der Bauernnovelle Björger (Der Bürger) von 1878, in der er Erlebnisse seiner Zeit in Presteid verarbeitete. Beide Werke wurden in Kleinstädten des Nordens gedruckt und vertrieben, andernorts aber nicht wahrgenommen.
1882 wanderte Hamsun in die USA aus. Dort arbeitete er unter anderem als Straßenbahnschaffner in Chicago, Farmarbeiter, Handlungsgehilfe und Sekretär. 1885 kam er, an einer schweren Lungenentzündung erkrankt, nach Norwegen zurück. Nach seiner Genesung versuchte er kurze Zeit, als Journalist in Oslo (damals Kristiania) zu arbeiten, reiste aber 1886 erneut in die USA, wo er unter anderem Zeitungsartikel schrieb. 1888 kehrte er nach Norwegen zurück.
Hamsun vermochte in den USA nie richtig Fuß zu fassen; der American Way of Life stieß ihn von vornherein ab. Dies wird auch in mehreren Essays aus jener sowie aus späterer Zeit deutlich, darunter etwa in Fra det moderne Amerikas Aandsliv von 1899, in dem er aus Sicht des europäischen Intellektuellen das amerikanische Geistesleben polemisch abwertet, aber auch in Auf den Bänken bei New Foundland 1891, Auf der Prärie 1903 und Vagabundentage 1905.
Der 1890 erschienene Roman Sult, in der deutschen Übersetzung Hunger, brachte ihm erste literarische Anerkennung. In den nächsten Jahren lebte er für mehrere Jahre in Paris und unternahm danach ausgedehnte Reisen in verschiedene Länder (Finnland, Russland, Türkei, Persien).

### Mittlere Schaffensperiode
Die Werke dieser Periode, bei denen die individuelle Entwicklung weniger Hauptfiguren im Mittelpunkt steht, begründeten seinen Weltruhm.
1892 erschien Mysterier (Mysterien), in dem er die Zerrissenheit eines Menschen darstellt. 1893 kam der Roman Redaktør Lynge heraus, in dem Hamsun das Pressewesen der norwegischen Hauptstadt beobachtet und kritisiert. Eines seiner Hauptwerke wurde der 1894 erschienene Pan. Das Werk wurde anfänglich als Glorifizierung der Natur aufgefasst, jedoch wird diese Stimmung von Hamsun im zweiten Teil des Buches konterkariert. Zwischen 1895 und 1898 entstand Hamsuns Dramen-Trilogie, die die Stücke An des Reiches Pforten, Spiel des Lebens und Abendröte umfasst. 1898 erschien der Roman Victoria. Im selben Jahr heiratete Hamsun Bergljot Bech, von der er sich 1906 wieder scheiden ließ. Mit ihr hat er die Tochter Victoria (1902–1980).

### Späte Schaffensperiode

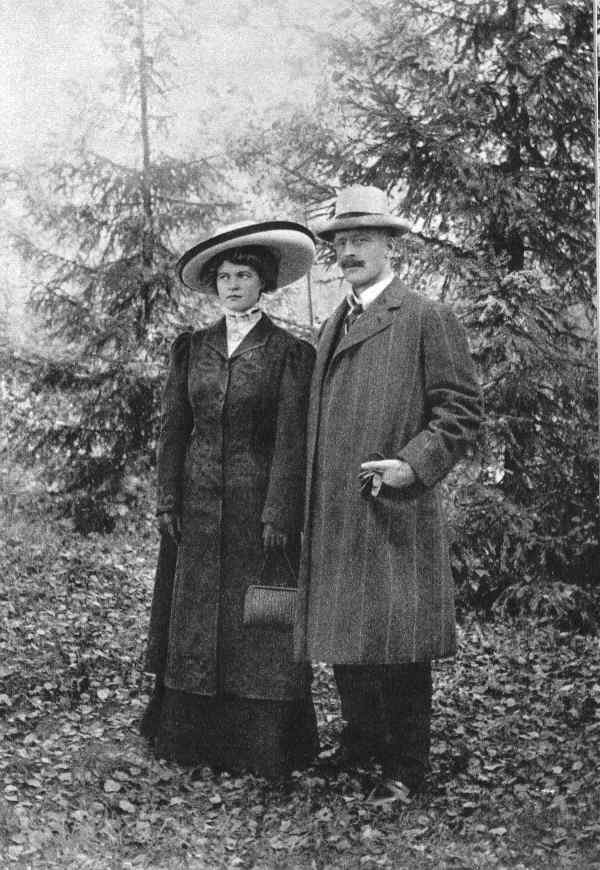
Marie und Knut Hamsun, 1909

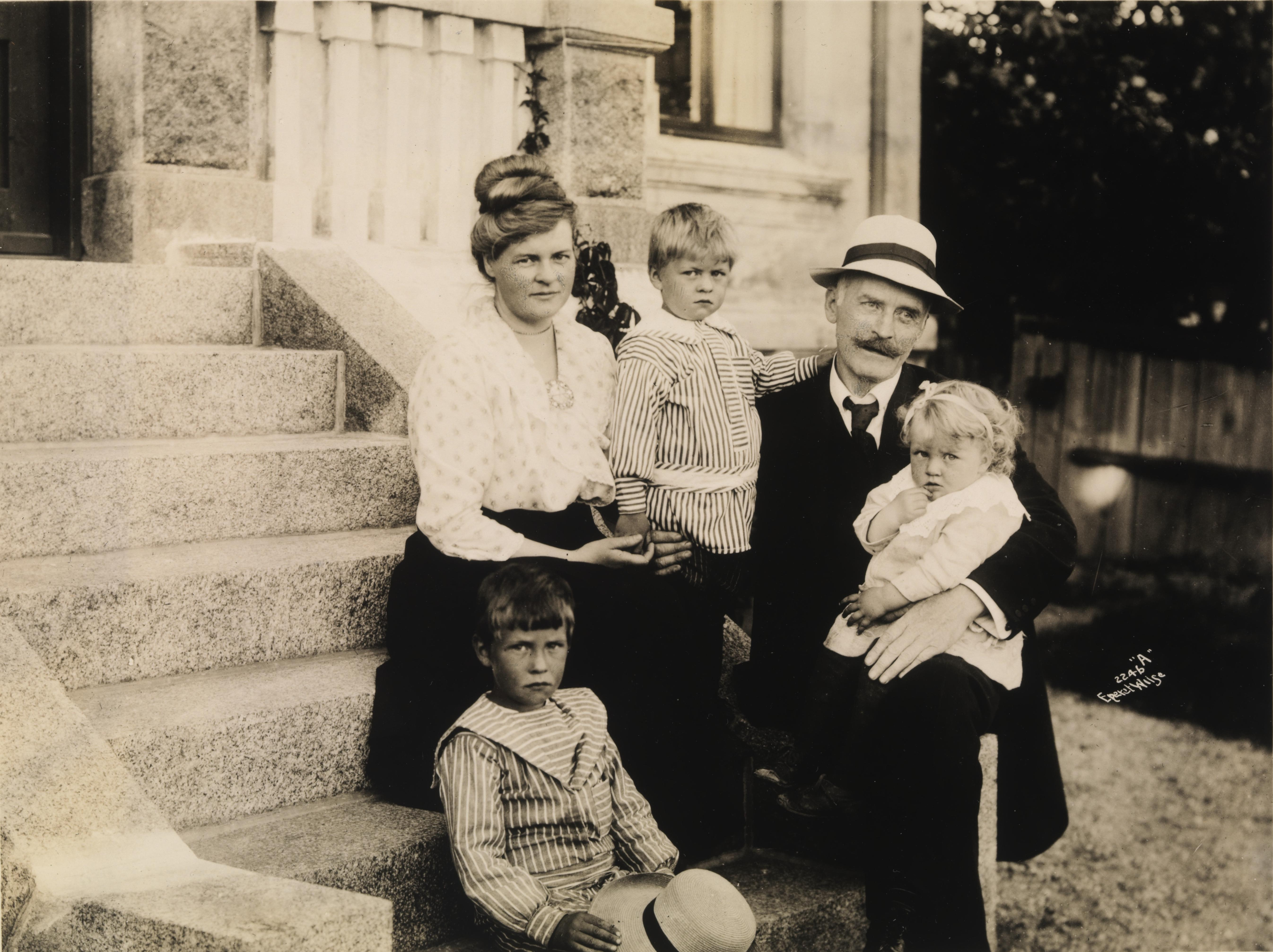
Marie und Knut Hamsun mit den Kindern Tore, Arild und Ellinor (1917)

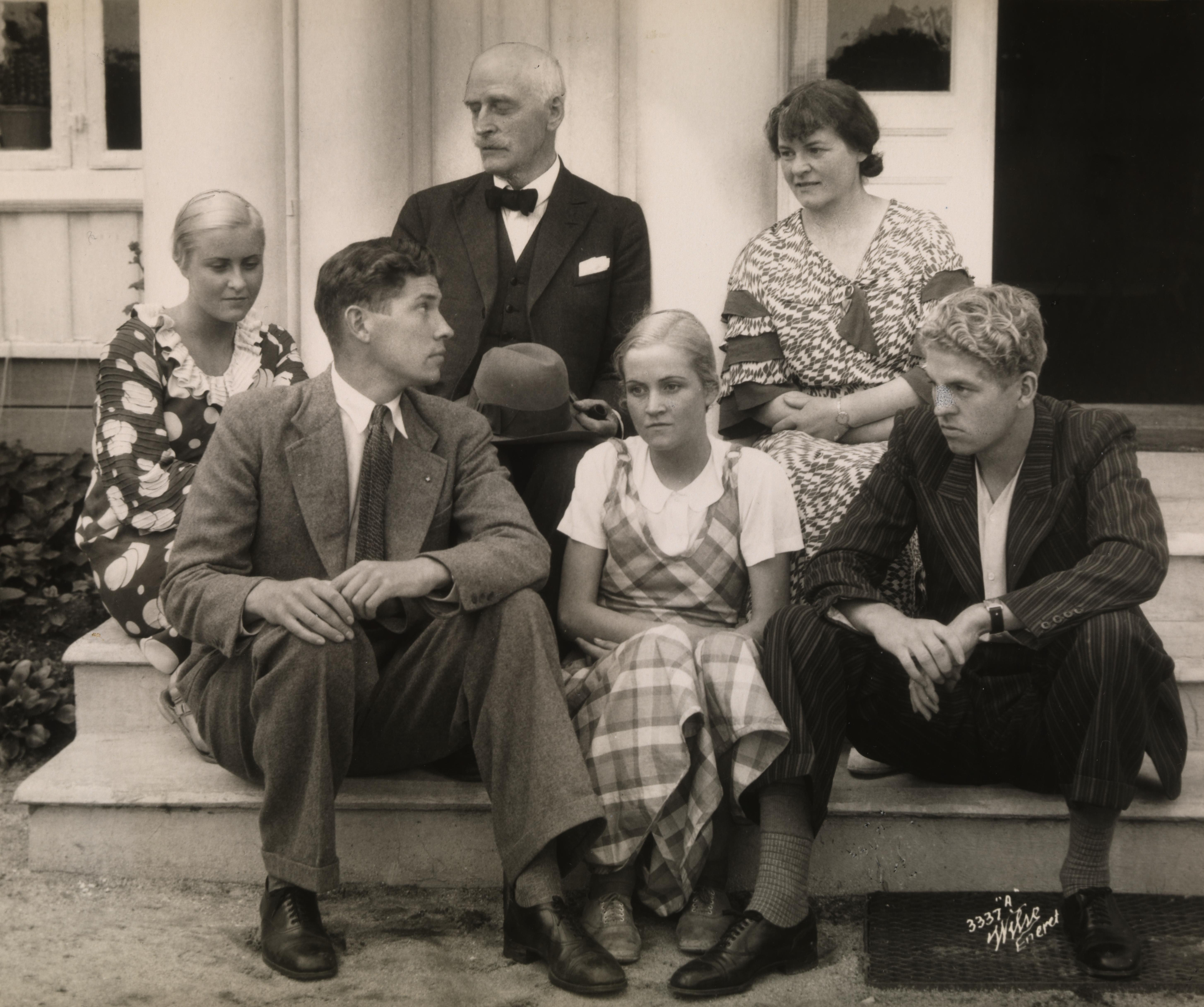
Knut und Marie Hamsun mit ihren vier Kindern (1933)

1909 heiratete Knut Hamsun die 22 Jahre jüngere Schauspielerin Marie Andersen, die als Kinderbuchautorin unter dem Namen Marie Hamsun bekannt wurde. Das Paar bekam vier Kinder: In den Jahren 1912 und 1914 kamen die Söhne Tore († 1995) und Arild († 1988) zur Welt, 1916 und 1917 folgten die Töchter Ellinor († 1987) und Cecilia († 1985).
Die Werke nach seiner zweiten Heirat zeigen jeweils eine Vielzahl von Figuren in ihren gesellschaftlichen Verflechtungen.
In den Jahren 1906 bis 1912 erschien seine Wandertrilogie, in deren Zentrum ein Wanderer steht, der sich nicht binden will, bestehend aus Under Høststjærnen (Unter Herbststernen, 1906), En Vandrer spiller med Sordin (Gedämpftes Saitenspiel, 1909) und Den Siste Glæde (Die letzte Freude, 1912). Dies waren die letzten in der Ich-Form geschriebenen Werke.
1911 erwarb Hamsun einen Hof in Hamarøy, in dessen Nähe bereits sein Vater seinen Hof gehabt hatte. 1913 und 1915 beschrieb er den Untergang der alten Gutsbesitzerfamilien und den Aufstieg neuer Gruppen in Kinder ihrer Zeit (1913) und in der Fortsetzung Die Stadt Segelfoß (1915), in denen der Erzähler in der dritten Person spricht.
1917 erschien sein bekanntester Roman, Markens Grøde (Segen der Erde), für den er 1920 den Literaturnobelpreis erhielt und in dem er die Geschichte eines tugendhaften Ödlandbauern beschreibt, der sein Land urbar macht und von den Früchten seiner Arbeit lebt. Im gleichen Jahr zog Hamsun nach Südnorwegen, um näher an den Städten zu leben. Er schrieb Konerne ved Vandposten (Die Weiber am Brunnen, 1920), wo es um Selbstbetrug als Überlebensstrategie geht, und Siste Kapitel (Das letzte Kapitel, 1923), einen Roman über ein Sanatorium, dem eine deutliche Ähnlichkeit zum 1924 erschienenen Roman Der Zauberberg des Hamsun-Verehrers Thomas Mann bescheinigt wurde.
Eine weitere Trilogie erschien in den Jahren 1927 bis 1933 mit den drei August-Romanen Landstrykere (Landstreicher, 1927), August (August Weltumsegler, 1930) und Men Livet lever (Nach Jahr und Tag, 1933). Hier werden die Themen Auswanderung, Heimat und Industrialisierung in Norwegen behandelt. Im Jahr 1936 erschien sein letzter Roman Ringen sluttet (Der Ring schließt sich), der an Sult anknüpft und am Beispiel eines jungen Totalverweigerers alle traditionellen Werte in Frage stellt.

### Hamsun und Deutschland
Hamsun war ein großer Bewunderer Deutschlands und ein entschiedener Gegner des britischen Imperialismus und des Kommunismus. Entscheidend für Hamsuns antibritische Einstellung war das britische Vorgehen im Burenkrieg. Schon im Ersten Weltkrieg war er für die deutsche Position öffentlich eingetreten. Deutschland symbolisierte für Hamsun das „junge Europa“. Er blieb ein Freund Deutschlands bis zu seinem Tode, die deutsche Sprache beherrschte er allerdings nicht.
Zur Zeit des Nationalsozialismus bezog er in Zeitungsartikeln für die Politik Hitlers Stellung, während seine literarische Produktion zum Erliegen kam. So griff er 1935 Carl von Ossietzky, der in dem KZ Esterwegen gefangen saß, scharf an, unter anderem in der Zeitung Aftenposten. Er bezeichnete ihn als „merkwürdigen Friedensfreund“, der vorsätzlich in Deutschland geblieben sei, um als Märtyrer erscheinen zu können. „Wenn die Regierung Konzentrationslager einrichtet, so sollten Sie und die Welt verstehen, dass das gute Gründe hat“, schrieb er an einen Ingenieur, der sich für Ossietzky eingesetzt hatte. Als Carl von Ossietzky 1935 den Friedensnobelpreis erhielt, äußerte Hamsun öffentlich massive Kritik und rechtfertigte die Errichtung von Konzentrationslagern.

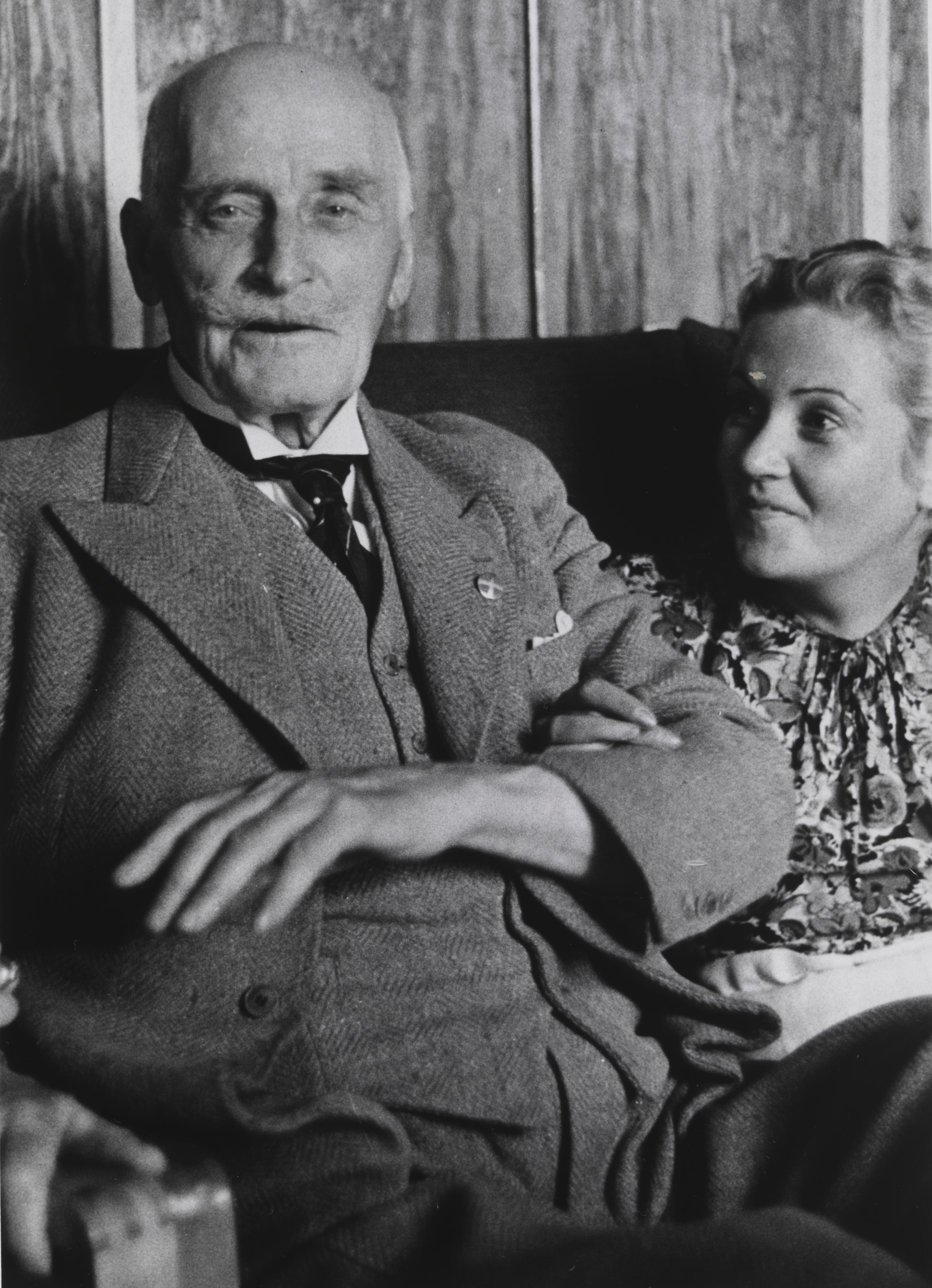
Hamsun mit Tochter Ellinor, 1944

Die Entrechtung der Juden im Deutschen Reich rechtfertigte Hamsun so: „Ich habe es so verstanden, daß Deutschland nur die jüdische Macht innerhalb des Landes hemmen will, so daß es nicht die Juden sind, sondern die Deutschen, die in Deutschland herrschen sollen.“ Deutschland müsse „sich wehren können“, wenn es, so Hamsun, „von dieser fremden Rasse überwältigt“ werde. Für die Juden forderte er ein eigenes Land mit der Begründung: „Es ist für beide Parteien unbefriedigend, daß die Juden dazu gezwungen sind, unter fremden Rassen zu Hause zu sein.“
1936 rief Hamsun zur Wahl des Führers der norwegischen Nasjonal Samling, Vidkun Quisling, auf. Während der deutschen Invasion in Norwegen 1940 appellierte er an seine Landsleute: „Norweger! Werft das Gewehr weg und geht wieder nach Hause! Die Deutschen kämpfen für uns alle und brechen jetzt Englands Tyrannei über uns und alle Neutralen.“
Im Jahr 1947 rechtfertigte er in seinem Plädoyer anlässlich der Verhandlung gegen ihn diese und ähnliche damalige Äußerungen folgendermaßen:
„Ich schrieb, um zu verhindern, daß norwegische Jugend und norwegische Männer töricht und herausfordernd gegen die Besatzungsmacht auftraten, ohne den geringsten Nutzen, nur zum Tod und Untergang für sie selber.“
Übergriffe der Besatzungsmacht auf die norwegische Bevölkerung, soweit er davon erfuhr, erfüllten Hamsun mit Sorge. Er setzte sich für einige Norweger ein, die von der Besatzungsmacht hingerichtet werden sollten, teilweise auch mit Erfolg, für andere aber auch nicht, obwohl er dazu aufgefordert worden war. Das brutale Auftreten des Reichskommissars Josef Terboven veranlasste Hamsun 1943 schließlich, auf dessen Ablösung hinzuwirken.
Am 18. Mai 1943 besuchte Hamsun Propagandaminister Joseph Goebbels, der Hamsuns Werke sehr schätzte, in dessen Berliner Privatwohnung. Goebbels gab sich tief bewegt und notierte erfreut in sein Tagebuch, Hamsuns Glaube an den deutschen Sieg sei gänzlich unerschütterlich. Im Juni schenkte Hamsun Goebbels seine Nobelpreis-Medaille. Am 23. Juni 1943 hielt Hamsun auf der ersten, von Goebbels organisierten Tagung der Union der nationalen Journalisten-Verbände in Wien vor ca. 500 Journalisten aus 40 Ländern eine englandfeindliche Rede, in der er sich offen für den Nationalsozialismus aussprach.
Am 26. Juni 1943 traf Hamsun auf dem Obersalzberger Berghof mit Hitler zusammen. Über die Umstände, unter denen dieses Treffen zustande kam, existieren unterschiedliche Darstellungen. In ihren Memoiren hat Hamsuns Ehefrau Marie nahegelegt, dass der Besuch bei Hitler schon vor der Wiener Konferenz geplant war. Der Psychologe Gunvold Hermundstad argumentierte Ende der 1990er Jahre, Hamsuns Wiener Rede habe so viel Aufsehen erregt, dass das Treffen eilig arrangiert worden sei. Laut Thorkild Hansen arrangierte Goebbels die Audienz, die später auch Gegenstand des Prozesses gegen Hamsun werden sollte. Als Hamsun seine Kritik an der Vorgehensweise Terbovens vorbrachte, versuchte Hitler, ihn mit einem Redeschwall am Weiterreden zu hindern. Hamsun wagte es, Hitler mit den Worten zu unterbrechen: „Die Methoden des Reichskommissars eignen sich nicht für uns, seine ‚Preußerei‘ ist bei uns unannehmbar, und dann die Hinrichtungen – wir wollen nicht mehr!“ Hitler sagte ihm auf seine Frage, ob Terboven abgelöst werde, schließlich zu, dass dieser nach Kriegsende nach Essen zurückkehren solle. Als Hamsun nicht locker ließ und auf eine schnellere Ablösung drang, brach Hitler das Gespräch ab, das durch Hamsuns Schwerhörigkeit und die Zwischenschaltung eines Dolmetschers erschwert war. Seinen Wutausbruch sparte Hitler aus Respekt für Hamsun auf, bis er gegangen war. Hamsuns Annahme, er könnte durch seinen Namen und seine Autorität Hitler beeinflussen, erwies sich als Irrtum.
Am 7. Mai 1945 erschien ein Nachruf Hamsuns auf Hitler in Aftenposten:

„Ich bin es nicht wert, von Adolf Hitler laut zu sprechen und sein Leben und sein Tun lädt auch nicht zu sentimentaler Rührung ein. Er war ein Krieger, ein Krieger für die Menschheit und ein Verkünder des Evangeliums vom Recht für alle Völker. Er war eine reformatorische Gestalt von höchstem Rang und sein historisches Schicksal war es, in einer Zeit beispielloser Roheit wirken zu müssen, der er schließlich zum Opfer fiel. So darf jeder Westeuropäer Adolf Hitler sehen, wir jedoch, seine Anhänger, verneigen unser Haupt vor seinem Tod.“

Von seinem Sohn Tore nach der Motivation für diesen Nachruf gefragt, antwortete Knut Hamsun: „Es war eine Geste der Ritterlichkeit einer gefallenen Größe gegenüber.“
Der Charakter der ideologischen Nähe Hamsuns zum Nationalsozialismus ist in der Rezeption umstritten: Teils werden gemeinsame Werte von Rasse, Mythos, Blut und Boden, Disziplin und Abenteuer betont, teils dagegen die Ablehnung des Bürgertums als Bindeglied zu Hitler.

### Nach dem Zweiten Weltkrieg
Nach dem Ende des Zweiten Weltkrieges versuchte man, Hamsun für seine Sympathie mit der Besatzungsmacht zur Rechenschaft zu ziehen. Wegen seines Alters (er war 86) und seiner Verdienste wurde er nicht in Untersuchungshaft genommen, sondern zunächst in ein Altersheim in Landvik gebracht, dann zu einer längeren Untersuchung in die psychiatrische Klinik in Vinderen (Oslo) eingewiesen. Seine Begutachtung als „dauernd seelisch geschwächt“ sollte zu seiner Entlastung vor Gericht dienen. Hamsun widersetzte sich aber diesem Versuch und bestand auf Rechtfertigung seines Verhaltens während der Besatzungszeit in einem Gerichtsprozess.
Die Anklage vor dem Obersten Gericht wegen einer Straftat wurde als nicht haltbar fallengelassen. Der Fall wurde nach der Landesverratsanordnung weiterbehandelt, die Kollaborateure zu Entschädigungszahlungen verpflichtete. Hamsuns Mitgliedschaft in einer NS-Organisation konnte zwar nicht eindeutig nachgewiesen werden, dennoch verurteilte ihn das Amtsgericht Grimstad am 16. Dezember 1947 mit den Stimmen zweier Laienrichter gegen die Stimme des Gerichtsvorsitzenden zu einer „Entschädigung“ von 425.000 Kronen zuzüglich Zinsen und Verfahrenskosten wegen „Schadens gegenüber dem norwegischen Staat“. Im Anschluss an dieses Urteil durfte er auf sein Gut Nørholm bei Grimstad zurückkehren. Im Revisionsverfahren wurde 1948 die Summe auf 325.000 Kronen reduziert. Die Geldstrafe blieb aber so hoch, dass sie den finanziellen Ruin der Familie bedeutete.
In seiner Verteidigungsschrift 1947 sowie mit seinem letzten Buch På gjengrodde Stier (Auf überwachsenen Pfaden, erschienen 1949) bewies Hamsun, dass er noch keineswegs unzurechnungsfähig war. Nach seinem 90. Geburtstag allerdings setzte ein starker körperlicher und geistiger Verfall ein. Er starb 92-jährig auf Nørholm, in dessen Garten auch seine Urne beigesetzt wurde.

## Rezeption

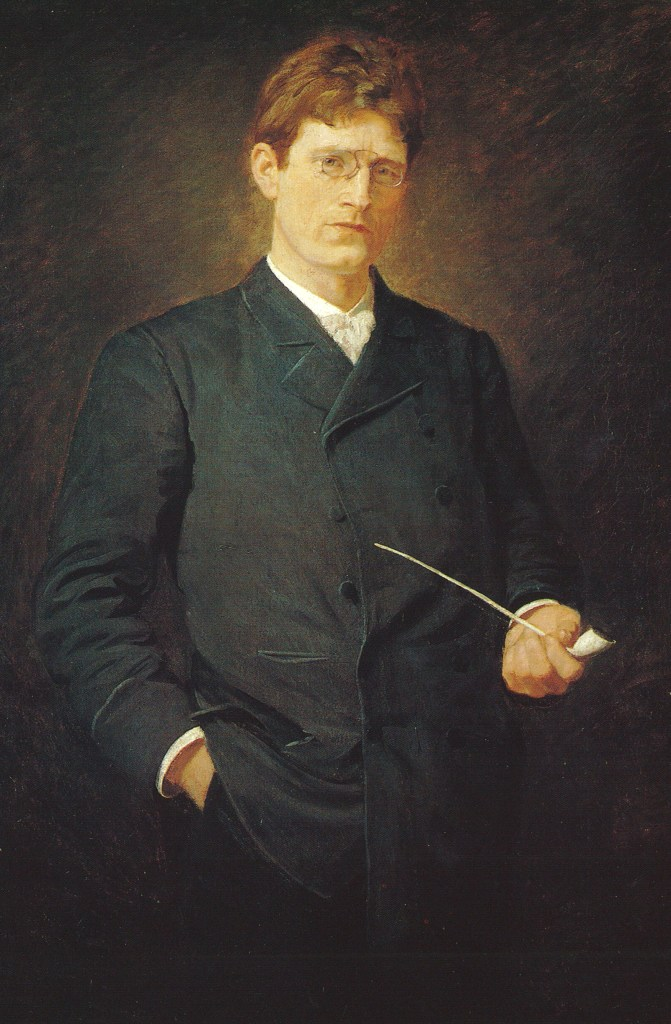
Knut Hamsun, Gemälde von Alfredo Andersen (1860–1935)

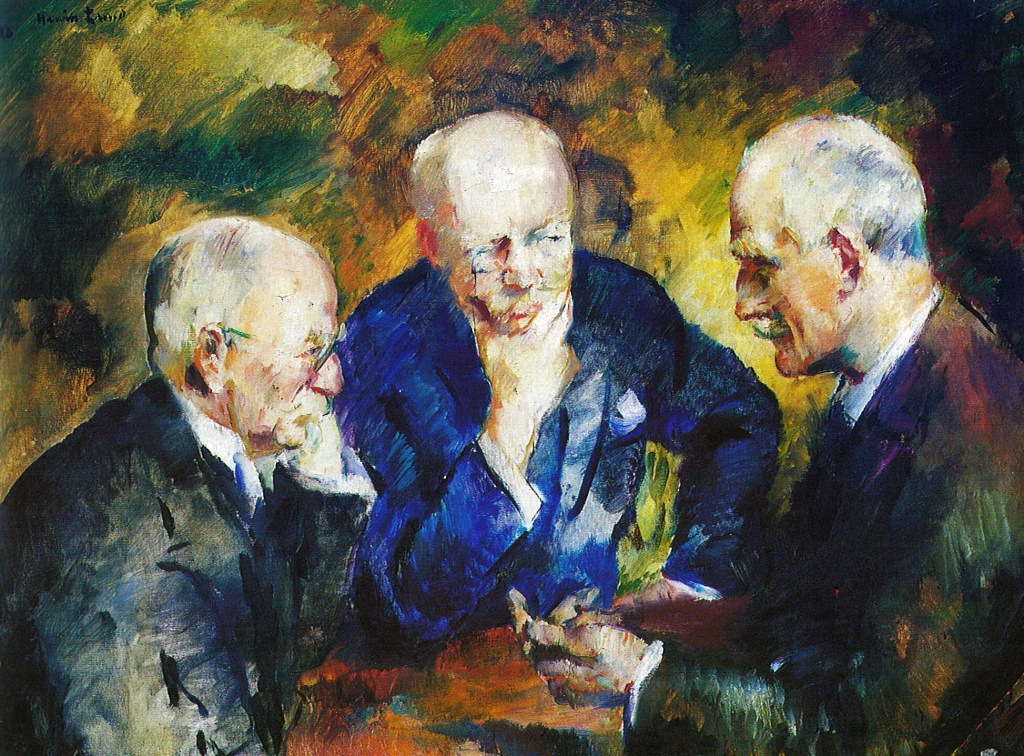
Christian Sinding, Gunnar Heiberg und Knut Hamsun, Gemälde von Henrik Lund (1879–1935)

Hamsuns Werk wurde vor allem in Deutschland begeistert aufgenommen, wo um 1900 eine starke Vorliebe für alles Nordische bestand. Bereits 1910 erschien in Deutschland seine erste Biographie. Zu seinen Verehrern gehörten Thomas Mann, Hermann Hesse, Robert Musil, Arthur Schnitzler, Jakob Wassermann, Stefan Zweig, Martin Buber, Arnold Schönberg und Alfred Einstein. Sie alle schrieben Beiträge zu der Festschrift, die zu Hamsuns 70. Geburtstag in Deutschland erschien. Zu der in Norwegen erschienenen Festschrift aus dem gleichen Anlass trugen auch Maxim Gorki, Gerhart Hauptmann, Heinrich Mann, Tomáš Garrigue Masaryk und André Gide bei. Weitere Verehrer waren Ernest Hemingway, Franz Kafka, John Galsworthy, Henry Miller und sogar der junge Bertolt Brecht. Auch einer der seinerzeit renommiertesten Journalisten und Schriftsteller Deutschlands, Kurt Tucholsky, bekannte in einem Kurzbeitrag in der Vossischen Zeitung, Ausgabe vom 1. Januar 1928: „Kurt Tucholsky liebt … Hamsun“. Tucholskys Haltung jedoch wandelte sich mit Hamsuns offensiver Hinwendung zum Nationalsozialismus und schlug in massive Enttäuschung um.
Hamsuns Kollaboration mit den Nationalsozialisten und seine Uneinsichtigkeit in den letzten Lebensjahren sind Thema von Tankred Dorsts Theaterstück Eiszeit aus dem Jahr 1973. 1975 wurde das Stück unter Leitung von Peter Zadek, dem Regisseur der Uraufführung, verfilmt.
Von 1955 bis 1978 bestand eine deutsche Knut-Hamsun-Gesellschaft. 1988 wurde in Norwegen die Hamsun-Gesellschaft gegründet, die der Förderung der Kenntnis und der Erforschung von Hamsuns Werk gewidmet ist.
Der Film Hamsun (1996) behandelt die letzten 17 Jahre des Lebens von Knut Hamsun. Die Hauptrollen werden gespielt von Max von Sydow (Knut Hamsun) und Ghita Nørby (Marie Hamsun). Außerdem wurden mehrere seiner Romane und Erzählungen als Theaterstücke bearbeitet oder verfilmt.
Aus Anlass des 150. Geburtstages 2009 erschien die in Norwegen sehr erfolgreiche Biografie von Ingar Sletten Kolloen in mehreren Übersetzungen. 2011 erschien die deutsche Ausgabe im Landt Verlag.
2010 wurde das von dem amerikanischen Architekten Steven Holl entworfene Hamsun-Zentrum in Presteid in der nordnorwegischen Gemeinde Hamarøy für das Publikum geöffnet; es ist ein Literaturhaus und Dokumentationszentrum zu Hamsun.

## Denkmäler, Erinnerungsstätten, Benennungen
In Norwegen ist in folgenden Orten ein Platz (plass), eine Straße (gate) oder eine Straße bzw. ein Weg (vei) nach Hamsun benannt: in Bodø, Grimstad, Hamarøy, Kongsberg, Lom, Mo i Rana, Narvik, Raufoss, Stokmarknes und Trondheim.
In folgenden norwegischen Orten sind Denkmäler, Gedenksteine, Büsten und Gedenktafeln zur Erinnerung an Hamsun zu sehen: in Bøverdalen/Elveseter, Grimstad (in der Stadt und auf dem Gut Nørholm), Hamarøy (an drei Stellen), Harstad, Kjerringøy, Koppang, Lillehammer, Lillesand, Lom (im Ort und in Garmo), Oslo, Sollia/Stor-Elvdal, Sortland, Tromsø, Vågå und Øystese.
Auf Hamarøy ist eine höhere Schule nach Hamsun benannt: Knut Hamsun videregående skole. Der Asteroid (5838) Hamsun ist ebenfalls nach ihm benannt.
Die norwegische Post gab am 4. August 2009 zu seinem 150. Geburtstag eine Sondermarke mit einem Porträt Hamsuns und einem Ausschnitt aus dem Manuskript zu „Mysterien“ im Wert von 25 norwegischen Kronen heraus.

## Werke (Auswahl)

### Lyrik
- Der wilde Chor [Gedichte] (1904, deutsch 1926)

### Erzählungen und Novellen
- Victoria. Die Geschichte einer Liebe. (1898, deutsch 1899) ISBN 3-423-12639-6
- Ein Gespenst und andere Erlebnisse (1898, deutsch: Albert Langen, München 1934)
- Kämpfende Kräfte (Novellen; deutsch: Albert Langen, München 1905)

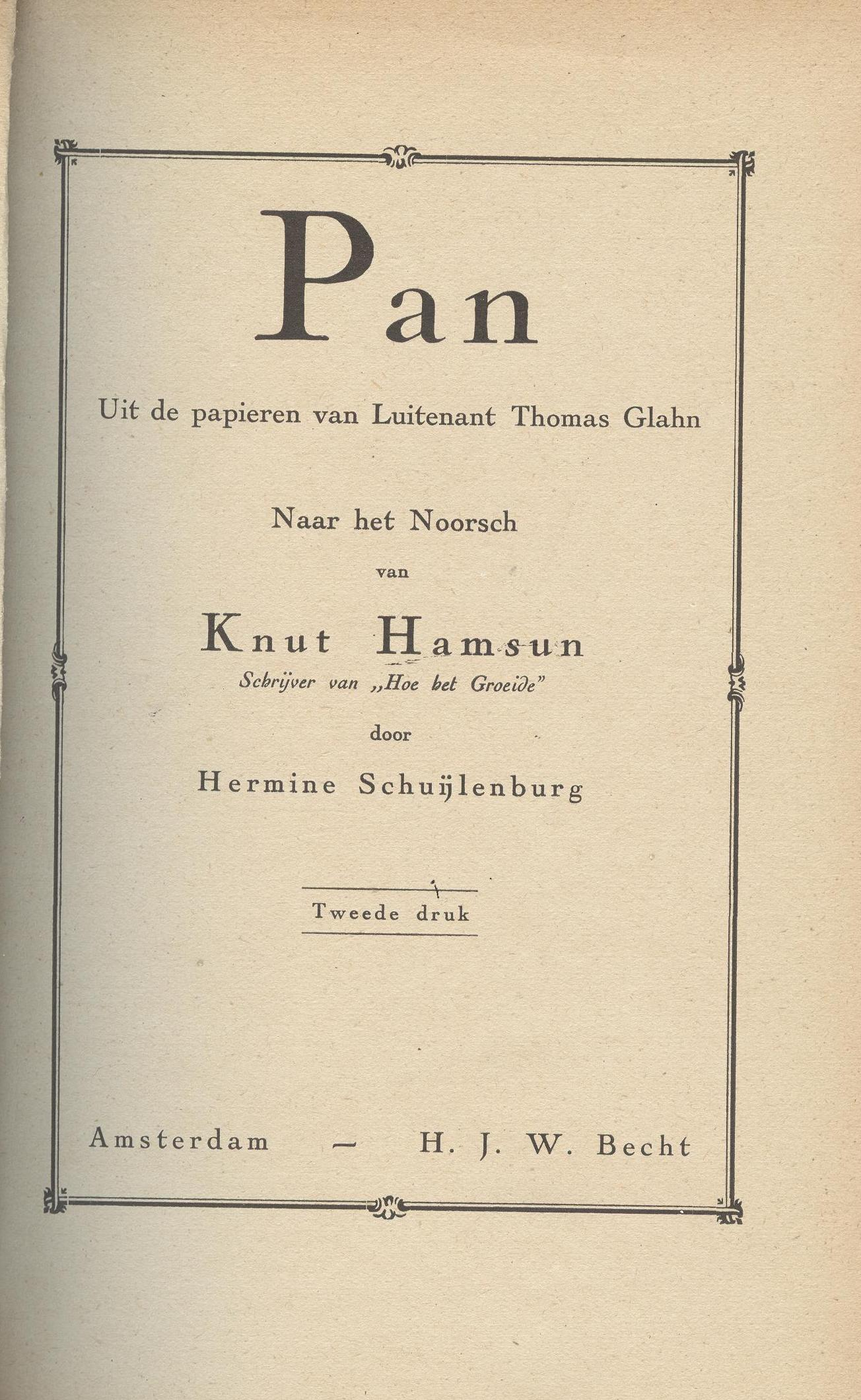
Pan, niederländische Ausgabe von 1930

### Romane
- Hunger (1890, deutsch 1890) ISBN 3-423-11398-7
- Mysterien (1892, deutsch 1894) ISBN 3-423-11157-7; Hörspiel Mysterien – Johann Nilsen Nagel bricht mit Traditionen, 1959, Regie Gert Westphal, Musik Bernd Scholz ISBN 3-89813-341-9
- Redakteur Lynge (1893, deutsch 1898)
- Neue Erde (deutsch 1894)
- Pan (1894, deutsch 1895) ISBN 3-423-12709-0
- Benoni (deutsch 1909)
- Rosa (deutsch 1909)
- Die „Wanderer-Trilogie“:

Unter Herbststernen (1906, deutsch 1908)
Gedämpftes Saitenspiel (1909, dt. 1910)
Die letzte Freude (1912, deutsch 1914)
- Die „Segelfoß-Romane“:

Kinder ihrer Zeit (1913, deutsch 1914)
Die Stadt Segelfoss (1915, deutsch 1916)
- Segen der Erde (1917, deutsch 1918)  ISBN 3-423-11055-4
- Die Weiber am Brunnen (deutsch 1921)
- Das letzte Kapitel (1923, deutsch 1924)
- Die „Landstreicher-Trilogie“:

Landstreicher (deutsch 1928)
August Weltumsegler (1930)
Nach Jahr und Tag (1933)
- Der Ring schließt sich (1936, deutsch 1936)

### Nicht-Fiktionales
- Fra det moderne Amerikas Aandsliv (1889)
- Im Märchenland. Erlebtes und Geträumtes aus Kaukasien (Reisebilder; deutsch 1903)
- Auf überwachsenen Pfaden (deutsch 1949)  ISBN 3-423-12942-5

## Die norwegischen und deutschen Erstausgaben sämtlicher Werke
(Angabe der Übersetzer in Klammern)
| Norw. Erstausgabe | Originaltitel | Deutscher Titel | Deutsche Erstausgabe                                 | Stelle in den Gesammelten Werken |
| ----------------- | --- | --- | ---------------------------------------------------- | --- |
| 1877              | Den Gaadefulde. En kjærlighedshistorie fra Nordland (unter dem Namen Knud Pedersen) | [Der Geheimnisvolle. Eine Liebesgeschichte aus Nordland] | –                                                    | – |
| 1878              | Et Gjensyn (unter dem Namen Knud Pedersen Hamsund) | [Ein Wiedersehen] | –                                                    | – |
| 1878              | Bjørger (unter dem Namen Knud Pedersen Hamsund) | – | 1984 (Gert Imbeck)                                   | – |
| 1889              | Lars Oftedal. Udkast (11 Artikel, zuerst in Dagbladet) | – | –                                                    | – |
| 1889              | Fra det moderne Amerikas Aandsliv | [Aus dem Geistesleben des modernen Amerika] | 1981                                                 | – |
| 1890              | Sult | Hunger | 1891 (Marie v. Borch)                                | Bd. 1 (1917) |
| 1892              | Mysterier | Mysterien | 1894 (Marie v. Borch)                                | Bd. 1 (1917) (Pauline Klaiber-Gottschau, 1925 rev. durch J. Sandmeier) |
| 1893              | Redaktør Lynge | Redakteur Lynge | 1898 (Marie v. Borch)                                | Teil von Bd. 2 (1922) (J. Sandmeier) |
| 1893              | Ny Jord | Neue Erde | 1894 (Marie v. Borch)                                | Teil von Bd. 2 (1922) (J. Sandmeier) |
| 1894              | Pan | Pan | 1895 (Marie v. Borch)                                | Bd. 3 (1923) (J. Sandmeier) (separat schon 1921) |
| 1895              | Ved Rigets Port | An des Reiches Pforten [Schauspiel] | 1895 (Marie Herzfeld)                                | Teil von Bd. 11 (1926) (J. Sandmeier) |
| 1896              | Livets Spil | Spiel des Lebens [Schauspiel] | 1910 (Christian Morgenstern)                         | Teil von Bd. 11 (1926) (J. Sandmeier) |
| 1897              | Siesta (Dronningen af Saba, Med Skyshest, Jul i Aasen, Jon Tro, Julegilde, Damen fra Tivoli, Paa Gaden, Rejersen af Sydstjaernen, Ringen, Paa Bankerne, En ganse alminding Flue, Hemmeling Ve, Lidt Paris) | Die Königin von Saba und andere Novellen (Die Königin von Saba, Mein Styßpferd, Weihnachten in der Berghütte, Johannes Treu, Weihnachtsschmaus, Die Dame vom Tivoli, Auf der Straße, Schiffer Reiersen, Der Ring, Auf den Bänken bei New-Foundland, Eine ganz gewöhnliche Fliege, Geheimes Weh, Pariser Skizzen.) 253 S. | 1899 (Ernst Brausewetter)                            | Bd. 10 (1925), Teil 1 (Gesammelte Novellen, J. Sandmeier, 375 S.) |
| 1898              | Aftenrøde. Slutningspil | Abendröte [Schauspiel] | 1904 (Christian Morgenstern)                         | Bd. 11 (1926) (J. Sandmeier) |
| 1898              | Victoria. En kjærlighedshistorie | Victoria | 1899 (Mathilde Mann)                                 | Bd. 3 (1923) (J. Sandmeier) Sklaven der Liebe und andere Novellen (Sklaven der Liebe, Der Sohn der Sonne, Der Eroberer, Zachäus, Kleine Erlebnisse, Vater und Sohn, Die Stimme des Lebens, Kleinstadtleben, Ein Erzschelm) 192 S. |
| 1903              | Kratskog. Historier og Skitser (Kjærlighetens slaver, Solens Soen, Erobreren, Zacheus, Polevede Smaating, Far og Soen, Livets Roest, Smaabyliv, En Aerkelskaelm)                                           | Die Stimme des Lebens und andere Novellen 142 S. Sklaven der Liebe und andere Novellen (Sklaven der Liebe, Der Sohn der Sonne, Der Eroberer, Zachäus, Kleine Erlebnisse, Vater und Sohn, Die Stimme des Lebens, Kleinstadtleben, Ein Erzschelm) 192 S.                                                                   | 1901 (Ernst Brausewetter?) 1902 (Mathilde Mann)      | Bd. 10 (1925), Teil 2: Gestrüpp (Gesammelte Novellen, J. Sandmeier, 375 S.) |
| 1903              | I Æventyrland. Oplevet og drømt i Kaukasien | Im Märchenland: Erlebtes und Geträumtes aus Kaukasien | 1903 (Cläre Greverus Mjöen)                          | Bd. 6 (1924) (Cläre Greverus Mjöen) |
| 1903              | Dronning Tamara (Play in three acts) | Königin Tamara [Schauspiel] | 1903 (Gertrud Ingeborg Klett)                        | Bd. 12 (1926), S. 347–488 (Gertrud Ingeborg Klett) |
| 1904              | Det vilde Kor (Digte) | Der wilde Chor [Gedichte] | 1926 (Heinrich Goebel) 122 S.                        | |
|                   | | Das ewige Brausen [Ausgewählte Gedichte] | 1925 (Hermann Hiltbrunner), 68 S.                    | Bd. 12 (1926), S. 489–515 (H. Hiltbrunner) |
| 1904              | Sværmere | Schwärmer | 1905 (Hermann Kiy)                                   | Teil von Bd. 3 (1923) (J. Sandmeier) |
| –                 | Under halvmaanen | Unter dem Halbmond. Reisebilder aus der Türkei | 1906 (Gertrud Ingeborg Klett)                        | Bd. 6 (1924) (Gertrud Ingeborg Klett) |
| 1905              | Stridende Liv. Skildringer fra Vesten og Østen | Kämpfende Kräfte (Auf der Blaamandsinsel [erst: Maureninsel], Alexander und Leonarda, Unter Tieren, Sommerwonne, Frauensieg, Vagabundentage [erst: Vegabondage], Kleinstadtleben) | 1905 (Hermann Kiy) 261 S.                            | Bd. 10 (1925), Teil 3 (Gesammelte Novellen, J. Sandmeier, 375 S.) |
| 1906              | Under Høststjærnen. En Vandrers Fortælling | Unter Herbststernen | 1908 (Pauline Klaiber)                               | Bd. 5 (1923) (J. Sandmeier) |
| 1908              | Benoni | Benoni | 1909 (Gertrud Ingeborg Klett), 1921? (Mathilde Mann) | Bd. 4 (1923) (J. Sandmeier) |
| 1908              | Rosa: Af Student Parelius' Papirer | Rosa | 1909 (Gertrud Ingeborg Klett)                        | Bd. 4 (1923) (J. Sandmeier) |
| 1909              | En Vandrer spiller med Sordin | Gedämpftes Saitenspiel | 1910 (Pauline Klaiber)                               | Bd. 5 (1923) (J. Sandmeier) |
| 1910              | Livet i Vold | Vom Teufel geholt (Schauspiel) | 1911 (Carl Morburger)                                | Bd. 11 (1926) |
| 1912              | Den sidste Glæde | Die letzte Freude | 1914 (Niels Hoyer)                                   | Bd. 5 (1923) (J. Sandmeier) |
| 1913              | Børn av Tiden | Kinder ihrer Zeit | 1914 (Niels Hoyer)                                   | Bd. 6 (1924) (Niels Hoyer) |
| 1915              | Segelfoss By | Die Stadt Segelfoss | 1916 (Pauline Klaiber)                               | Bd. 7 (1924) (Pauline Klaiber-Gottschau) |
| 1917              | Markens Grøde | Segen der Erde | 1918 (Pauline Klaiber)                               | Bd. 8 (1924) (Pauline Klaiber-Gottschau) |
| 1918              | Sproget i Fare | [Sprache in Gefahr] | –                                                    | – |
| 1920              | Konerne ved Vandposten | Weiber am Brunnen | 1921 (Pauline Klaiber-Gottschau)                     | Bd. 9 (1925) (rev. J. Sandmeier) |
| 1923              | Siste Kapitel | Das letzte Kapitel | 1924 (Erwin Magnus)                                  | Bd. 13 (1928) (Hermann Hiltbrunner) |
| 1927              | Landstrykere | Landstreicher | 1928 [1927] (J. Sandmeier; S. Angermann)             | Bd. 14 (1927) (J. Sandmeier; S. Angermann) |
| 1930              | August | August Weltumsegler | 1930 (J. Sandmeier; S. Angermann)                    | Bd. 15 (1930) (J. Sandmeier; S. Angermann) |
| 1933              | Men Livet lever | Nach Jahr und Tag | 1934 [1933] (J. Sandmeier; S. Angermann)             | Bd. 16 (J. Sandmeier; S. Angermann) |
| 1936              | Ringen sluttet | Der Ring schließt sich | 1936 (J. Sandmeier; S. Angermann)                    | Bd. 17 (J. Sandmeier; S. Angermann) |
| 1949              | Paa gjengrodde Stier | Auf überwachsenen Pfaden | 1949 (Elisabeth Ihle)                                | – |

## Hörspiele
- 1926: Spiel des Lebens. Schauspiel in vier Akten – Regie: N.N. (Hörspielbearbeitung – NORAG)
  - Sprecher: Karl Pündter, Käte Wittenberg, Herbert Asmis, Hans Mühlhofer, Robert Bürkner, Hans Freundt u. a.
- 1951: Pan – Bearbeitung (Wort): Heinz Schwarzmann; Komposition: Lutz Helger; Regie und Sprecher: Helmut Brennicke (Hörspielbearbeitung – BR)
  - Sprecher: Hanns Stein, Charlotte Radspieler, Rosemarie Lang, Ilse Sissno, Hans Magel und Harald Mannl
- 1952: Viktoria. Die Geschichte einer Liebe – Bearbeitung (Wort): Robert Adolf Stemmle; Komposition: Horst Platen; Regie: Heinz-Günter Stamm (Hörspielbearbeitung – BR)
  - Sprecher: Solveig Thomas, Max Eckard, Willy Rösner, Else Wolz, Friedrich Domin, Ehmi Bessel, Gert Westphal u. a.
- 1952: Abel Brodersen – Bearbeitung (Wort): Heinz Schwarzmann; Komposition: Winfried Zillig; Regie: Hans Kettler (Hörspielbearbeitung – HR)
  - Sprecher: René Deltgen, Ursula Herking, Hannelore Hinkel, Klausjürgen Wussow, Hans Kautz, Kurt Glass und Friedrich Schoenfelder
- 1959: Pan. Zum 100. Geburtstag von Knut Hamsun – Bearbeitung (Wort): Tore Hamsun; Regie: Ulrich Lauterbach (Hörspielbearbeitung – RB/HR/SDR)
  - Sprecher: Jürgen Goslar, Richard Bohne, Gustl Halenke, Wolfgang Büttner, Katja Kessler, Otto Knur u. a.
- 1959: Mysterien – Bearbeitung (Wort): Hellmut von Cube; Komposition: Bernd Scholz; Regie: Gert Westphal (Hörspielbearbeitung – SWF/BR/ORF)
  - Sprecher: Paul Hoffmann, Robert Dietl, Xenia Pörtner, Robert Rathke, Ursula Langrock, Wilhelm Kürten, Karin Eickelbaum u. a.
- 1961: Hunger – Bearbeitung (Wort): Fritz Ludwig Schneider; Regie: Cläre Schimmel (Hörspielbearbeitung – SDR)
  - Sprecher: Oskar Werner
- 1970: Viktoria – Bearbeitung (Wort): Hellmut von Cube; Komposition: Raimund Rosenberger; Regie: Heinz-Günter Stamm (Hörspielbearbeitung – BR/HR)
  - Sprecher: Max Eckard, Eva Mattes, Jan Heinz Koester, Elisabeth Schwarz, Michael Degen, Franz Schafheitlin u. a.
- 1973: Victoria – Bearbeitung (Wort) und Regie: Klaus Gmeiner (Hörspielbearbeitung – ORF/SFB)
  - Sprecher: Christine Ostermayer,  Michael Heltau, Hans Dieter Zeidler, Sylvia Manas und Oskar Kravanja
- 1974: Gedämpftes Saitenspiel (2 Teile) – Bearbeitung (Wort): Anneliese Falck unter dem Pseudonym Palma; Regie: Horst H. Vollmer (Hörspielbearbeitung – HR/SFB)
  - Sprecher: Joachim Nottke, Peter Roggisch, Marlen Diekhoff, Karl Friedrich, Ulrich Faulhaber, Elisabeth Trissenaar u. a.
- 1978: Victoria – Bearbeitung (Wort) und Regie: Hermann Wenninger (Hörspielbearbeitung – WDR)
  - Sprecher: N.N.